# Видно-Софиевка
Видно-Софиевка (укр. Видно-Софіївка) — село в Краснодонском районе Луганской области Украины. Под контролем самопровозглашённой  Луганской Народной Республики.
Входит в Хрящеватенский сельский совет.

## География
Посёлок расположен на реке под названием Луганчик (приток Северского Донца). Соседние населённые пункты: сёла Катериновка, Белоскелеватое, Габун на востоке, Лысое на северо-востоке, Комиссаровка, Валиевка, Вишнёвый Дол и посёлок Новосветловка (все четыре ниже по течению Луганчика) на севере, посёлок Хрящеватое и город Луганск на северо-западе, сёла Терновое на западе, Переможное на юго-западе, Новоанновка и Красное (выше по течению Луганчика) на юге, Придорожное, Самсоновка на юго-востоке.

## Население
Население по переписи 2001 года составляло 62 человека.

## Общие сведения
Почтовый индекс — 94456. Телефонный код — 6435. Занимает площадь 0,94 км². Код КОАТУУ — 4421489304.

## Местный совет
94457, Луганская обл., Краснодонский р-н, пос. Хрящеватое, ул. Южная; тел. 99-5-21